# 軍糧城駅 (天津地下鉄)
座標: 北緯39度2分49秒 東経117度26分58秒 / 北緯39.04694度 東経117.44944度
軍糧城駅（ぐんりょうじょうえき）とは中華人民共和国天津市東麗区に位置する天津地下鉄9号線の駅である。

## 駅構造
- 相対式ホーム2面2線を有する高架駅。

## 歴史
- 2006年3月1日 - 開業。

## 隣の駅
- ■9号線

小東荘駅 - 軍糧城駅 - 鋼管公司駅